# オーデンセ・スタディオン
オーデンセ・スタディオン（Odense Stadion）は、デンマーク・南デンマーク地域オーデンセにあるサッカー専用スタジアム。1947年よりオーデンセBKがホームスタジアムとして使用している。

## 概要
1941年8月17日、第2回デンマーク陸上選手権がスタジアムのこけら落しとなった。2004年から行われた大規模な改修工事の際にこけら落しで使用された陸上トラックは撤去され、サッカー専用スタジアムへと移行した。2005年6月、スタジアムの所有者であったオーデンセBKはスタジアムの命名権を売却し始め、2018年6月から使用されているネイチャー・エネルギー・パルク (Nature Energy Park)までを数えてこれまでに4度もスポンサーが変更されている。
1950年代にオーデンセBKでプレーし、指導者としても同クラブで3度のメジャータイトル獲得に貢献した故リチャード・メラー・ニールセンに敬意を表してスタジアムの南側にあるスタンドはリチャード・メラー・ニールセン・スタンドと呼ばれている。

## ギャラリー

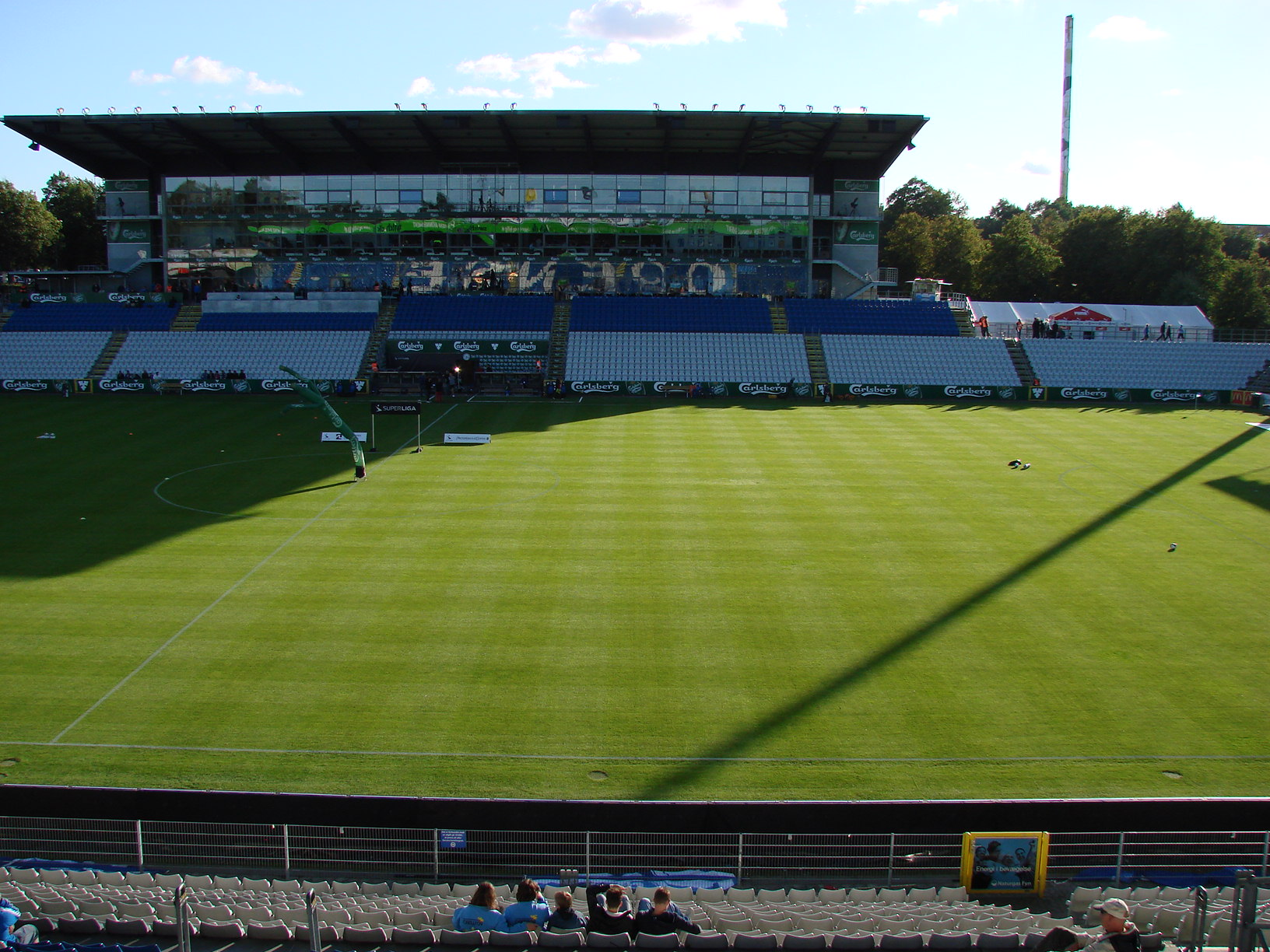
メインスタンド
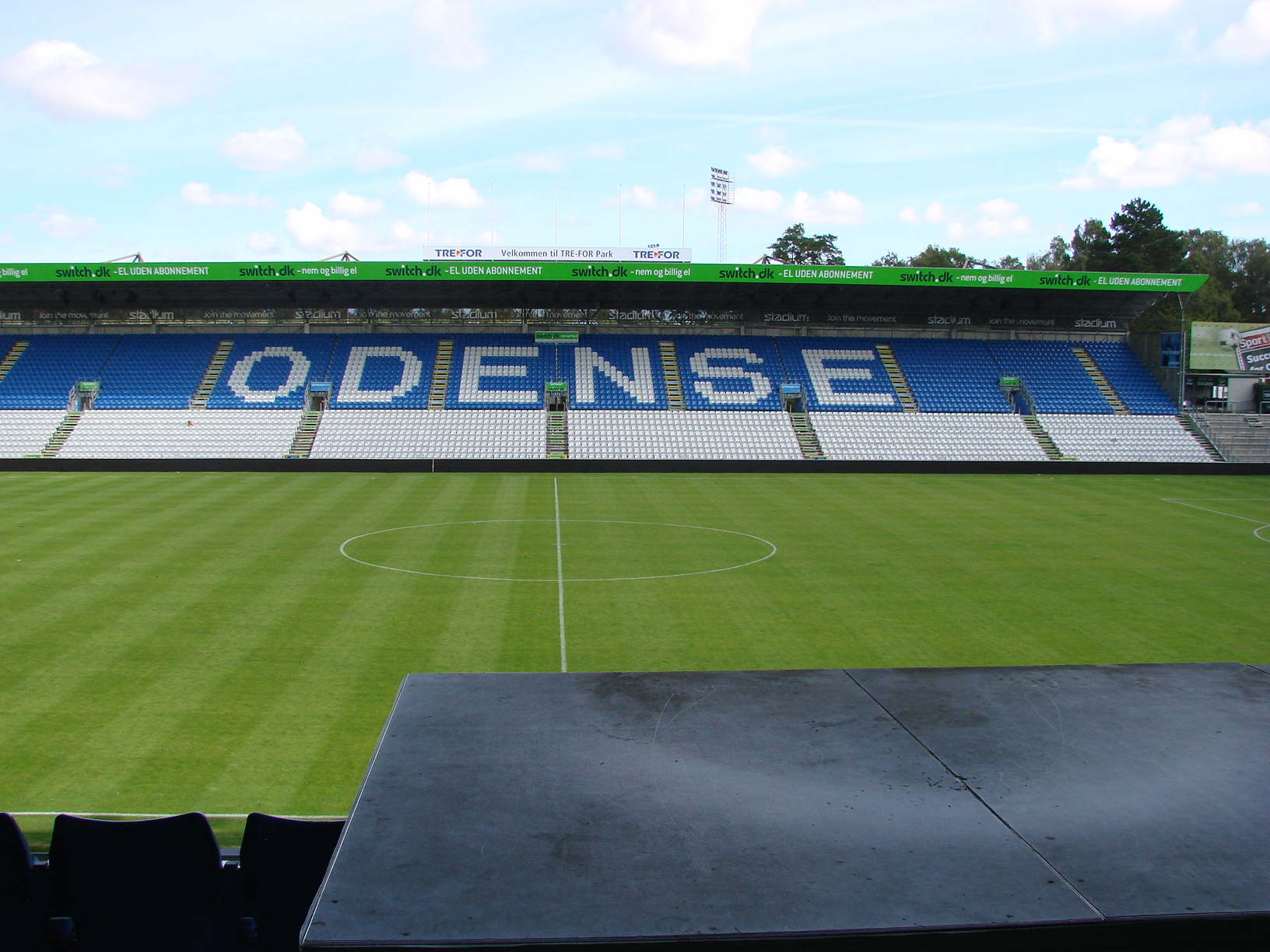
メインスタンド対面にあるスタンド
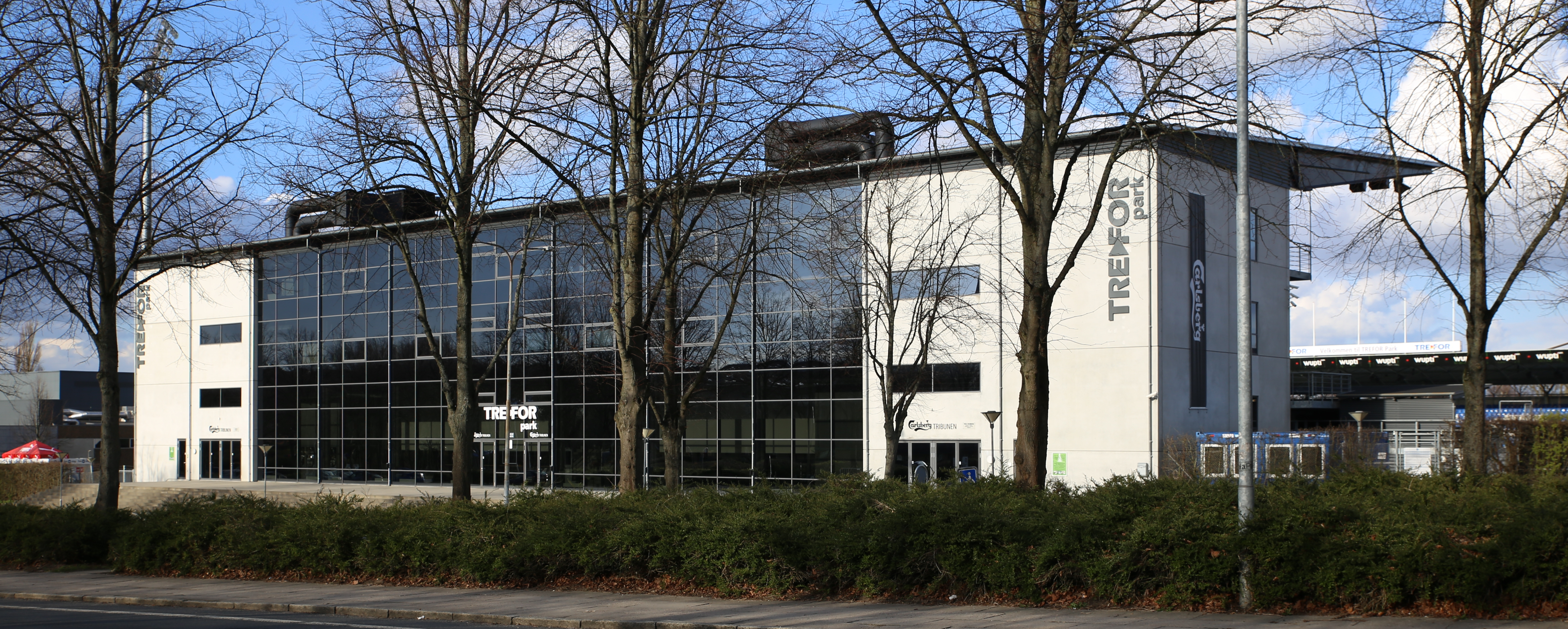
正面入り口
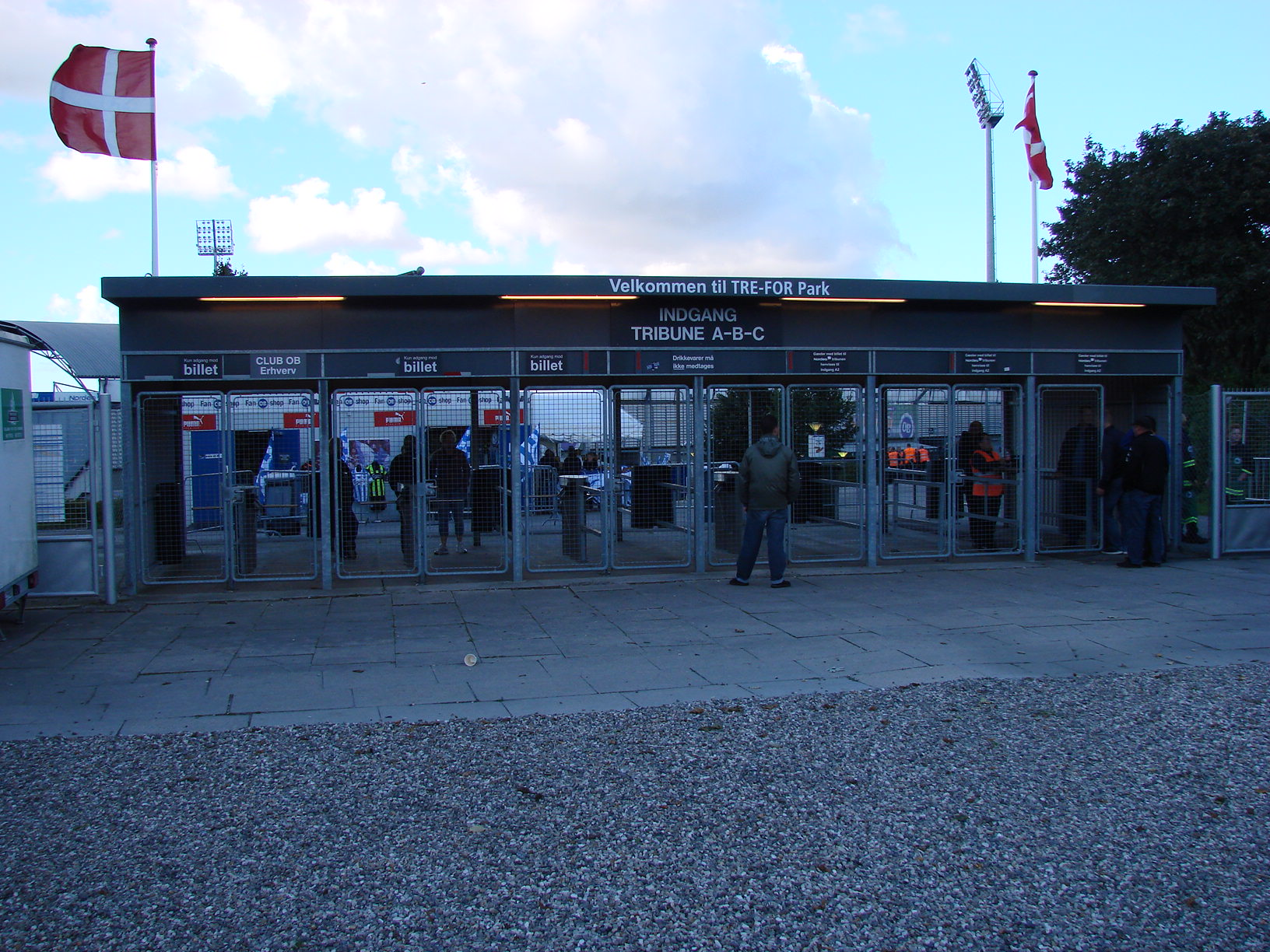
サブゲート